# Debbie Ferguson-McKenzie
Debbie Ferguson-McKenzie (Bahames, 16 de gener de 1976) és una atleta de les Bahames, especialista en les proves de 4x100 m i 200 m, amb les quals ha estat campiona olímpica el 2000 i campiona mundial el 2001 respectivament.

## Carrera esportiva
Alguns dels seus triomfs esportius més importants són la medalla d'or que va guanyar a les Olimpíades de Sydney 2000 en la prova de relleus 4x100 m, quedant per davant de les jamaicanes i nord-americanes, i fent un temps de 41,95 segons; una altra medalla d'or en la mateixa prova a Sevilla 1999 o també l'or en els 200 m a Edmonton 2001, per davant de la nord-americana LaTasha Jenkins i l'australiana Cydonie Mothersill.